# Erich Kolb (Handballspieler)
Erich Kolb (* 19. November 1938 in Heidenheim-Schnaitheim) ist ein ehemaliger deutscher Handballspieler.

## Karriere
Erich Kolb begann mit sieben Jahren bei der TSG Schnaitheim mit dem Handball. 1961 ging der Graveur nach Itzehoe zur Druckerei Gruner und spielte fortan beim MTV Itzehoe, mit dem er 1964 Schleswig-Holsteinischer Landesmeister wurde.  1965 verließ Kolb Itzehoe und schloss sich dem TSV Birkenau an, wo er bis zu seinem Wechsel zum TV Großwallstadt 1967 spielte. Sein größter Erfolg mit dem TVG war die Vizemeisterschaft in der Saison 1970/71.
1964 nahm Kolb mit der deutschen Nationalmannschaft an der Handball-Weltmeisterschaft in der Tschechoslowakei teil, wo die Mannschaft den vierten Platz belegte. 1966 gewann er mit der Nationalmannschaft die letztmals ausgetragene Feldhandball-Weltmeisterschaft. Für seine sportlichen Erfolge wurde er mit dem Silbernen Lorbeerblatt geehrt.
Nach dem Ende seiner Spielerkarriere war Erich Kolb als Trainer in Pfungstadt, Mainaschaff und Haibach tätig.